# 小行星3906
小行星3906（3906 Chao）是一颗绕太阳运转的小行星，为主小行星带小行星。该小行星于1987年5月31日发现，以美籍華人地質學家趙景德（Edward Ching-Te Chao）命名。

## 轨道参数
小行星3906的轨道半长轴为2.9339578 UA，离心率为0.070。